# Dana Andreev
Dana Andreev - właściwie Danuta Bagińska (ur. 3 lutego 1951 w Warszawie) – polska grafik, malarka i rzeźbiarka.
Urodziła się jako córka artysty malarza Lecha Bagińskiego i Heleny z d. Chudorlińskiej.
Jest absolwentem Liceum Plastycznego w Warszawie. Następnie ukończyła studia na Wydziale Grafiki warszawskiej Akademii Sztuk Pięknych, jako wychowanka Profesora J. Mroszczaka (dyplom wyróżniony nagrodą 1975). Karierę artystyczną rozpoczęła projektując plakaty filmowe. Zrealizowała ok. 50 plakatów w latach 1978-1981. Prace swoje podpisywała Danka. Plakaty jej były pokazywane na warszawskim Biennale Plakatu oraz na wystawach plakatów w innych krajach europejskich. Wygrała konkurs na plakat reklamowy z okazji 50-lecia PLL LOT (I Nagroda, Warszawa 1978), zdobyła też kilka wyróżnień na innych konkursach.
Po wyjeździe do Holandii w 1982 roku, zajęła się grafiką warsztatową, nadal realizując plakaty filmowe, przyjmując pseudonim Dana Andreev.
Od 1986 roku zajmuje się głównie rzeźbą.
Pierwszą wystawę indywidualną zorganizował dla niej w Paryżu Igor Mitoraj w L'Espace Bateau Lavoir w Paryżu w 1983 roku. Miała potem szereg wystaw indywidualnych w Holandii.
Plakaty Dany Andreev znajdują się w kolekcjach muzeów w Polsce, Holandii i Francji.
Dana Andreev była w latach 1974 - 2006 żoną reżysera filmowego Piotra Andrejewa; jest matką dwójki dzieci - Anny (ur. 1981) i Wiktora (ur. 1990).